# Roing
Roing (en hindi: रोइंग ) es una localidad de la India, centro administrativo del distrito del valle inferior del Dibang, estado de Arunachal Pradesh.

## Geografía
Se encuentra a una altitud de 378 m s. n. m. a 522 km de la capital estatal, Itanagar, en la zona horaria UTC +5:30.

## Demografía
Según estimación 2010 contaba con una población de 13 666 habitantes.